# Rose LaBreche
Pour les articles homonymes, voir Labrèche.
Rose LaBreche (ou LaBrèche) est une arbitre internationale de rugby à sept et de rugby à XV de nationalité canadienne, née à Markham et basée à Ottawa.
Elle découvre l'arbitrage alors qu'elle étudie en high school en 2008. Elle pratique le rugby en tant que joueuse jusqu'en 2011, date à laquelle elle décide d'arrêter à la suite d'une commotion. Elle est nommée au pôle national des arbitres en 2013. Elle devient ensuite arbitre internationale.

## Participations
- Tournoi féminin de rugby à sept aux Jeux olympiques d'été de 2016
- Jeux olympiques d'été 2016 pour le rugby à sept[4].
- Coupe du monde de rugby féminin 2017
- Jeux du Commonwealth de 2018 pour le rugby à sept[3].

## Distinctions
- Arbitre canadienne de l'année 2016[5]